# Чишки (Львовский район)
Чишки (укр. Чишки) — село в Давыдовской сельской общине Львовского района Львовской области Украины.
Население по переписи 2001 года составляло 2426 человек. Занимает площадь 0,408 км². Почтовый индекс — 81144. Телефонный код — 3230.